# SUMMER CITY
「SUMMER CITY」（サマー・シティ）は1989年6月1日にCBS/SONY RECORDSから発売されたTUBEの9作目のシングル。規格品番はEP（07SH3290）CT（10WH3290）8センチCD（10EH3290）。

## 概要
本作から自作曲へと移行した。
TBSテレビ「ザ・ベストテン」には当曲が最後のランクインとなった。
TUBEのシングルでは本作を最後にレコードの発売が打ち切られた。
表題曲は『めちゃ²イケてるッ!』の人気企画『笑わず嫌い王決定戦』において、さまぁ〜ずの出囃子として使用されている。
カップリング曲の「恋すれどGood-byeはいつも背中合わせ」はレコード、カセット、CDが廃盤になって以降、長い間アルバム未収録で入手困難な状況が続いたが、2025年5月17日に各配信サイトでのダウンロード配信及びサブスクリプション配信が開始された。

## 収録曲
| 全作詞: 前田亘輝。 |                                        |           |           |          |      |
| #                  | タイトル                               | 作詞      | 作曲      | 編曲     | 時間 |
| 1.                 | 「SUMMER CITY」                        | 前田亘輝  | 前田亘輝  | 和泉一弥 | 3:58 |
| 2.                 | 「恋すれどGood-byeはいつも背中合わせ」 | 前田亘輝  | 春畑道哉  | TUBE     | 3:56 |
| 合計時間:          | 合計時間:                              | 合計時間: | 合計時間: | 7:54     |      |

| 全作詞: 前田亘輝。 |                                                               |           |           |          |      |
| #                  | タイトル                                                      | 作詞      | 作曲      | 編曲     | 時間 |
| 1.                 | 「SUMMER CITY」                                               | 前田亘輝  | 前田亘輝  | 和泉一弥 | 3:58 |
| 2.                 | 「SUMMER CITY (オリジナル・カラオケ)」                        | 前田亘輝  | 前田亘輝  | 和泉一弥 | 3:58 |
| 3.                 | 「恋すれどGood-byeはいつも背中合わせ」                        | 前田亘輝  | 春畑道哉  | TUBE     | 3:56 |
| 4.                 | 「恋すれどGood-byeはいつも背中合わせ (オリジナル・カラオケ)」 | 前田亘輝  | 春畑道哉  | TUBE     | 3:56 |
| 合計時間:          | 合計時間:                                                     | 合計時間: | 合計時間: | 15:48    |      |

## 収録アルバム
- SUMMER CITY (#1)
- TUBEst (#1)
- TUBEst III (#1、Re-newed)
- All Singles TUBEst -Blue- (#1)

## タイアップ
SUMMER CITY
- 富士フイルム「ZOOMカルディア800」CMソング